# أبو بكر الدقي
أَبُو بكر الدُّقي، وهو أَبُو بكر مُحَمَّد بن دَاوُد الدينَوَرِي، أحد علماء أهل السنة والجماعة ومن أعلام التصوف السني في القرن الرابع الهجري، قال عنه أبو عبد الرحمن السلمي النيسابوري: «كانَ من أجل مَشَايِخ وقته وَأَحْسَنهمْ حَالا وأقدمهم صُحْبَة للمشايخ»، وقال عنه أبو سعد السمعاني «كان من كبار الصوفية، له عندهم قدر كبير ومحل خطير، وكان أحد حفاظ القرآن»، وقال عنه الزقاق «منذ ثلاثين سنة لم يمش على الأرض مريد إلا الدقي»، وقال عنه الذهبي: «شيخ الصوفية والزهاد، شيخ الشاميين». أصله من دينور، وأقام ببغداد مدة، ثم انتقل إلى دمشق فسكنها، حتى مَاتَ فيها في 7 جمادى الأولى سنة 360 هـ، وقد عمّر فوق المائة سنة.

## من روى عنهم ورووا عنه
قرأ القرآن على أبي بكر بن مجاهد، وروى عن أبي بكر الخرائطي، وحكى عن أبي بكر محمد بن الحسن الزقاق وأبي محمد الجريري وأبي عبد الله ابن الجلاء (وإليه كان ينتمي في التصوف) وأبي جعفر المغربي وأبي علي بن أبي موسى وأبي جعفر الأصبهاني وأبي بكر الفرغاني وأبي بكر المقرئ وأبي بكر بن معمر وأبي الحسين بن حزيق والحسن  بن حبيب وأبي يعقوب الخراساني وأبي أحمد الهروي وأبي عمير عدي بن عبد الباقي الأدي وسعيد بن عبد العزيز الحلبي وأبي العباس أحمد بن عطاء.
حكى عنه عبد الوهّاب الميداني وأبو القاسم بكير بن محمد المنذري وعبدان بن عمر المنبجي وأبو الحسن بن جهضم وأبو الفضل الدنيوري المقرئ والحسين بن أحمد بن جعفر. وكتب عنه عبد العزيز بن محمد بن عبدوية الشيرازي بدمشق وأبو بكر محمد بن إبراهيم بن أحمد بن يعقوب السوسي وأبو بكر محمد بن يعقوب التستري وأبو عمرو محمد بن أحمد النجار وعمر بن يحيى الأردبيلي وصدقة بن المظفر الأنصاري وأبو محمد عبد الله بن محمد بن إسماعيل بن النسائي المؤدب وعبد الواحد بن بكر الورثاني وأبو بكر الرازي شيخ السلمي وأبو الفضل أحمد بن أبي عمران الهروي وأبو العباس أحمد ابن منصور الشيرازي ومنصور بن عبد الله الأصبهاني.

## من أقواله
- عَلامَة الْقرب الِانْقِطَاع عَن كل شَيْء سوى الله تَعَالَى.[1]
- من عرف ربه لم يَنْقَطِع رجاؤه وَمن عرف نَفسه لم يعجب بِعِلْمِهِ وَمن عرف الله لَجأ إِلَيْهِ وَمن نسي الله لَجأ إِلَى المخلوقين وَالْمُؤمن لَا يسهو حَتَّى يغْفل فَإِذا تفكر حزن واستغفر.[1]